# Põhimaantee 4
De Põhimaantee 4 is een hoofdweg in Estland. De weg loopt van de hoofdstad Tallinn naar de stad Pärnu en de grens met Letland. Daarna loopt de weg verder als A1 naar Riga. Het is een onderdeel van de Europese weg 67 of Via Baltica, de route van Tallinn, via Riga en Kaunas naar Warschau. De weg is 192,7 kilometer lang.

## Geschiedenis
In de tijd van de Sovjet-Unie was de Põhimaantee 4 onderdeel van de Russische M12. Na de val van de Sovjet-Unie in 1991 en de daaropvolgende onafhankelijkheid van Estland werden de hoofdwegen omgenummerd om een logische nationale nummering te krijgen. De M12 kreeg het nummer 4.